# Xip Clipper

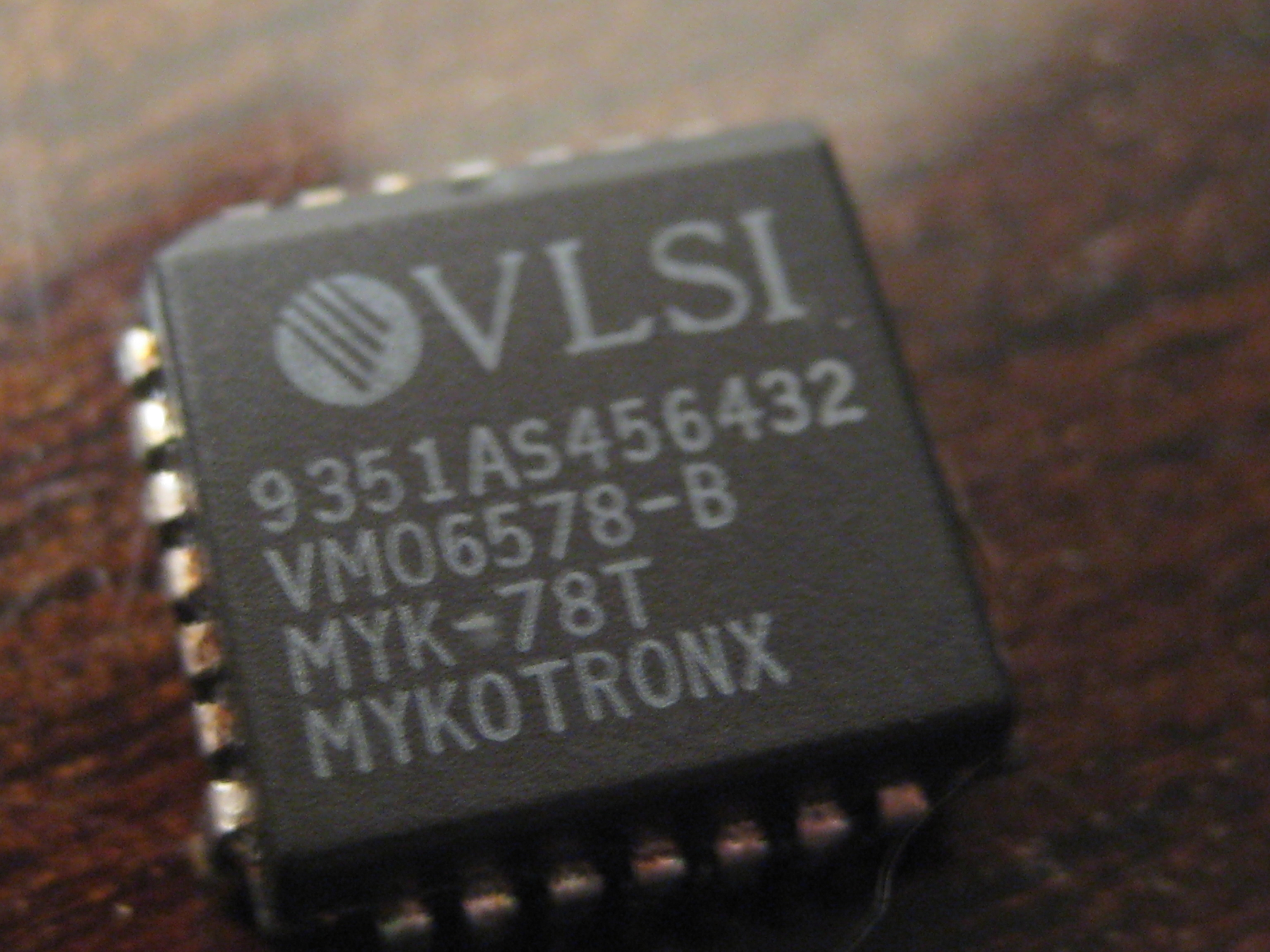
MYK-78 "xip Clipper"

El xip Clipper era un conjunt de xips que va ser desenvolupat i promogut per l'Agència de Seguretat Nacional dels Estats Units (NSA) com un dispositiu de xifratge que assegurava "missatges de veu i dades" amb una porta posterior integrada que tenia la intenció de " permetre als funcionaris de la llei federals, estatals i locals la capacitat de descodificar les transmissions de veu i dades interceptades". Estava pensat per ser adoptat per les empreses de telecomunicacions per a la transmissió de veu. Introduït el 1993, el 1996 estava completament desaparegut.

## Custodia de claus
El xip Clipper va utilitzar un algorisme de xifratge de dades anomenat Skipjack per transmetre informació i l'algoritme d'intercanvi de claus Diffie-Hellman per distribuir les claus públiques entre iguals. Skipjack va ser inventat per l'Agència de Seguretat Nacional del Govern dels EUA; aquest algorisme es va classificar inicialment SECRET, la qual cosa va impedir que fos sotmès a una revisió per part de la comunitat d'investigació de xifratge. El govern va declarar que utilitzava una clau de 80 bits, que l'algoritme era simètric i que era similar a l'algorisme DES. L'algorisme Skipjack va ser desclassificat i publicat per la NSA el 24 de juny de 1998. Es deia que el cost inicial dels xips era de 16 dòlars (no programats) o 26 dòlars (programats), amb la seva lògica dissenyada per Mykotronx i fabricada per VLSI Technology, Inc.

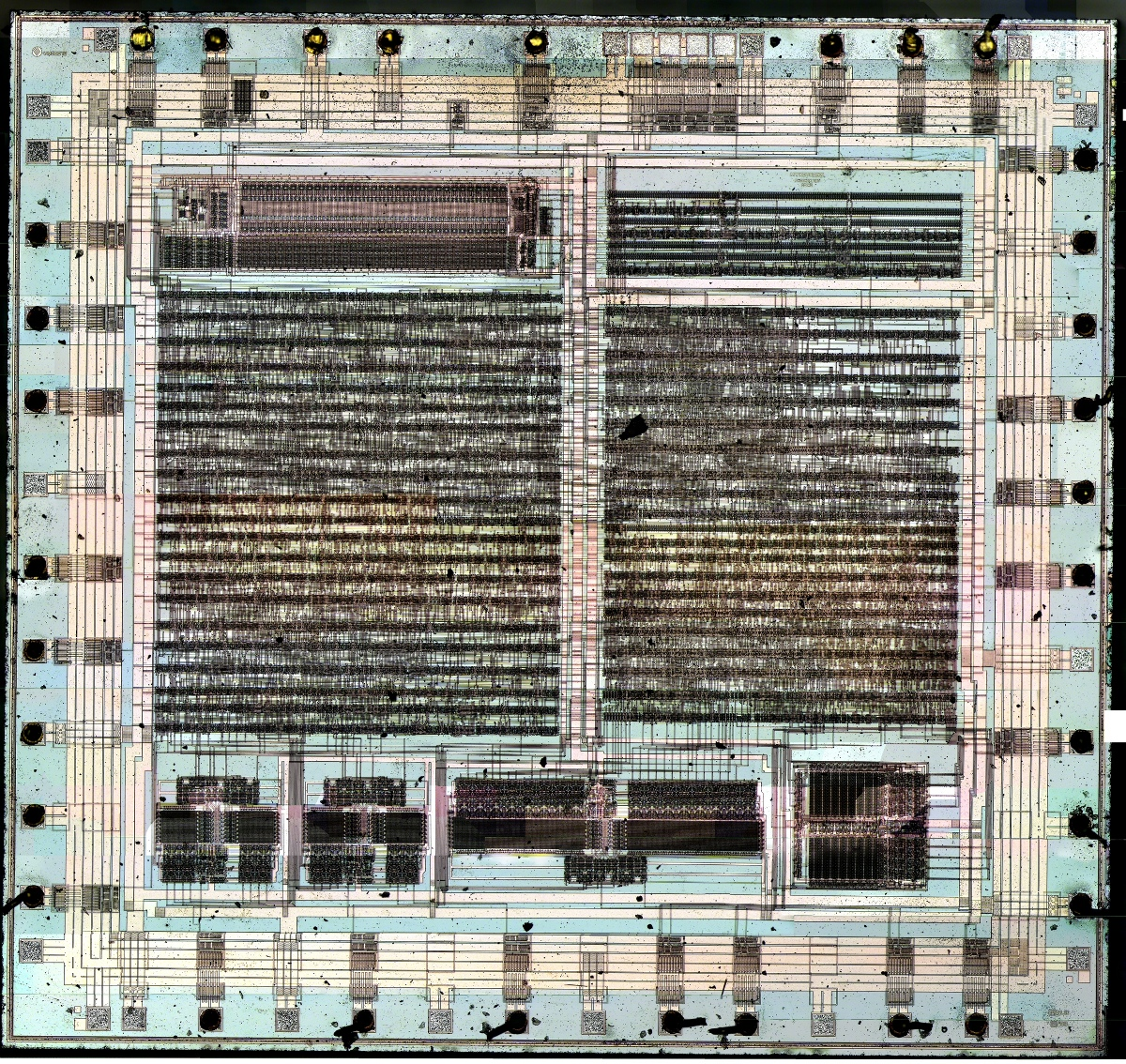
MYK-78

Al cor del concepte hi havia la clau en garantia. A la fàbrica, qualsevol telèfon nou o altre dispositiu amb un xip Clipper rebria una clau criptogràfica, que després es lliuraria al govern en garantia. Si les agències governamentals "establessin la seva autoritat" per escoltar una comunicació, llavors la clau es donaria a aquestes agències governamentals, que podrien desxifrar totes les dades transmeses per aquest telèfon en particular. La recentment creada Electronic Frontier Foundation va preferir el terme "rendició clau" per emfatitzar el que al·legaven que estava passant realment.

## Administració Clinton
L'Administració Clinton va argumentar que el xip Clipper era essencial per a l'aplicació de la llei per mantenir-se al dia amb la tecnologia en constant progrés als Estats Units. Tot i que molts creien que el dispositiu actuaria com una forma addicional perquè els terroristes rebin informació, l'Administració Clinton va dir que realment augmentaria la seguretat nacional. Van argumentar que com que "els terroristes haurien d'utilitzar-lo per comunicar-se amb persones de fora (bancs, proveïdors i contactes), el Govern podria escoltar aquestes trucades".

## Altres defensors
Hi va haver diversos defensors del xip Clipper que van argumentar que la tecnologia era segura d'implementar i eficaç per al propòsit previst de proporcionar a les forces de l'ordre la capacitat d'interceptar comunicacions quan fos necessari i amb una ordre per fer-ho. Howard S. Dakoff, escrivint a la John Marshall Law Review, va afirmar que la tecnologia era segura i la justificació legal per a la seva implementació era sòlida. Stewart Baker va escriure un article d'opinió a la revista Wired desmentint una sèrie del que pretenia ser mites al voltant de la tecnologia.

## Reacció

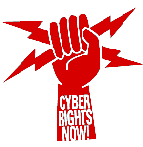
Gràfic anti-Clipper de la revista Wired

Organitzacions com l'Electronic Privacy Information Center i l'Electronic Frontier Foundation van desafiar la proposta del xip Clipper, dient que tindria l'efecte no només de sotmetre els ciutadans a una vigilància governamental augmentada i possiblement il·legal, sinó que la força del xifrat del xip Clipper no podria. ser avaluat pel públic ja que el seu disseny estava classificat com a secret i que, per tant, persones i empreses podrien veure's obstaculitzades amb un sistema de comunicacions insegur. A més, es va assenyalar que si bé les empreses nord-americanes es podrien veure obligades a utilitzar el xip Clipper en els seus productes de xifratge, les empreses estrangeres no ho podrien fer, i presumiblement, els telèfons amb un xifratge de dades fort es fabricarien a l'estranger i es repartirien per tot el món i als Estats Units. negant el punt de tot l'exercici i, per descomptat, danyant materialment els fabricants nord-americans en el camí. Els senadors John Ashcroft i John Kerry eren opositors a la proposta del xip Clipper, argumentant a favor del dret de l'individu a xifrar missatges i exportar programari de xifratge.
El llançament i desenvolupament de diversos paquets de programari criptogràfic fort com Nautilus, PGP i PGPfone va ser com a resposta a l'impuls del govern pel xip Clipper. La idea era que si una criptografia forta estava disponible gratuïtament a Internet com a alternativa, el govern no podria aturar-ne l'ús.

## Vulnerabilitats tècniques
El 1994, Matt Blaze va publicar el document Protocol Failure in the Escrowed Encryption Standard. Va assenyalar que el sistema de fideïcomís del Clipper tenia una greu vulnerabilitat: el xip transmetia un "Camp d'accés per a l'aplicació de la llei" (LEAF) de 128 bits que contenia la informació necessària per recuperar la clau de xifratge. Per evitar que el programari que va transmetre el missatge manipulés el LEAF, es va incloure un hash de 16 bits. El xip Clipper no descodificaria missatges amb un hash no vàlid; tanmateix, el hash de 16 bits era massa curt per proporcionar una seguretat significativa. Un atac de força bruta produiria ràpidament un altre valor de LEAF que donaria el mateix hash però no donaria les claus correctes després de l'intent de custodia. Això permetria que el xip Clipper s'utilitzi com a dispositiu de xifratge, alhora que desactivaria la capacitat de conservació de claus. :63L'any 1995, Yair Frankel i Moti Yung van publicar un altre atac que és inherent al disseny i que demostra que la capacitat de seguiment i autenticació del dispositiu de depòsit clau (és a dir, el LEAF) d'un dispositiu, es pot adjuntar als missatges procedents d'un altre dispositiu i, tanmateix, ho farà. ser rebut, evitant així l'escrow en temps real. L'any 1997, un grup de criptògrafs líders va publicar un article, "Els riscos de la recuperació de claus, l'escrow de claus i el xifratge de tercers de confiança", analitzant les vulnerabilitats arquitectòniques de la implementació de sistemes de custodia de claus en general, inclòs, entre d'altres, el xip Clipper. Protocol de listado.

## Falta d'adopció
El xip Clipper no va ser acceptat pels consumidors o fabricants i el xip en si ja no era rellevant el 1996; l'únic comprador important de telèfons amb el xip va ser el Departament de Justícia dels Estats Units. El govern nord-americà va continuar pressionant per a la garantia de claus oferint incentius als fabricants, la qual cosa permetia controls d'exportació més relaxats si el depòsit de claus formava part del programari criptogràfic que s'exportava. Aquests intents van ser en gran part discutits per l'ús generalitzat de tecnologies criptogràfiques potents, com PGP, que no estaven sota el control del govern dels EUA.